# Recurvoides
Recurvoides es un género de foraminífero bentónico de la subfamilia Recurvoidinae, de la familia Ammosphaeroidinidae, de la superfamilia Recurvoidoidea, del suborden Lituolina y del orden Lituolida. Su especie tipo es Recurvoides contortus. Su rango cronoestratigráfico abarca el Calloviense (Jurásico medio).

## Discusión
Clasificaciones previas incluían Recurvoides en la superfamilia Haplophragmioidea, así como en el suborden Textulariina del orden Textulariida, o en el orden Lituolida sin diferenciar el suborden Lituolina.

## Clasificación
Se han descrito numerosas especies de Recurvoides. Entre las especies más interesantes o más conocidas destacan:
- Recurvoides contortus

Un listado completo de las especies descritas en el género Recurvoides puede verse en el siguiente anexo.